# Octombrie 1988
Acest articol este generat integral pe baza informațiilor din articolul 1988 și este actualizat periodic de un robot.
 Editările făcute în articol vor fi șterse la următoarea actualizare! Dacă doriți să faceți modificări, editați articolul-sursă.

ianuarie -
februarie -
martie -
aprilie -
mai -
iunie -
iulie -
august -
septembrie -
octombrie -
noiembrie -
decembrie
Octombrie 1988 a fost a zecea lună a anului și a început într-o zi de sâmbătă.

## Nașteri
- 1 octombrie: Cariba Heine, actriță australiană
- 1 octombrie: Artur Pătraș, fotbalist din R. Moldova
- 2 octombrie: Carmen Maria Racolța, cântăreață și textieră de manele și muzică de petrecere
- 3 octombrie: Maximiliano Arias (Álvaro Maximiliano Arias Invernizzi), fotbalist uruguayan
- 3 octombrie: Alex Dowsett, ciclist britanic
- 3 octombrie: ASAP Rocky (n. Raim Nakache Mayers), rapper, compozitor, producător de înregstrări și actor american
- 3 octombrie: A$AP Rocky, cântăreț
- 4 octombrie: Derrick Rose (Derrick Martell Rose), baschetbalist american
- 7 octombrie: Diego Costa (Diego da Silva Costa), fotbalist brazilian (atacant)
- 8 octombrie: Pablo Gil Sarrión, fotbalist spaniol
- 8 octombrie: Alexandru Șimicu, handbalist român
- 9 octombrie: Mara-Daniela Calista, politician român
- 10 octombrie: Jil Funke, actriță germană
- 11 octombrie: Séamus Coleman, fotbalist irlandez
- 11 octombrie: Ricochet (Trevor Mann), luptător american de wrestling
- 12 octombrie: Raúl Goni Bayo, fotbalist spaniol
- 12 octombrie: Vasile Nagy, politician român
- 13 octombrie: Luciana Marin, handbalistă română
- 15 octombrie: Mesut Özil, fotbalist german de etnie turcă
- 17 octombrie: Emma Samuelsson, scrimeră suedeză
- 25 octombrie: Ayres Simao (Ayres Cerqueira Simao), fotbalist brazilian (atacant)
- 29 octombrie: Nassima Saifi, atletă paralimpică algeriană
- 29 octombrie: Ana Foxxx, actriță americană de filme pentru adulți
- 29 octombrie: Florin Gardoș, fotbalist român
- 29 octombrie: Kayne Vincent, fotbalist neozeelandez
- 31 octombrie: Sébastien Buemi, pilot elvețian GP2 Series și Formula 1
- 31 octombrie: Fabian Teușan, fotbalist român

## Decese
- 1 octombrie: Pavle Vujisić, 62 ani, comedian sârb (n. 1926)
- 1 octombrie: Pavle Vujisić, actorul sârb (n. 1926)
- 3 octombrie: Franz Josef Strauß, 73 ani, politician german (n. 1915)
- 4 octombrie: Geoffrey Household, 87 ani, scriitor britanic (n. 1900)
- 7 octombrie: Ștefan Lupașcu (Stéphane Lupasco), 88 ani, filosof francez de etnie română (n. 1900)
- 18 octombrie: Jan Świderski, actor polonez (n. 1916)
- 21 octombrie: Bertrand d'Astorg, 74 ani, poet francez (n. 1913)
- 27 octombrie: Erika von Thellmann, 86 ani, actriță germană (n. 1902)
- 28 octombrie: Veaceslav Harnaj, 70 ani, apicultor român (n. 1917)
- 30 octombrie: Ernst Fritz Fürbringer, actor german (n. 1900)
- 31 octombrie: George Eugene Uhlenbeck, 87 ani, fizician neerlandez (n. 1900)